# بازگوی
بازگوی، روستایی است از توابع بخش مرکزی شهرستان خواف استان خراسان رضوی ایران. این روستای ییلاقی در کنار رشته کوه‌های ژونباتور بنا شده، کار اصلی مردم روستا دامداری است

## جمعیت
این روستا در دهستان نشتیفان قرار داشته و بر اساس سرشماری سال ۱۳۸۵ جمعیت آن (۲۴خانوار) ۱۲۲نفر بوده‌است.